# Live from Clear Channel Stripped 2008
Live from Clear Channel Stripped 2008 è il secondo album dal vivo della cantautrice statunitense Taylor Swift, pubblicato nel 2020.

## Descrizione
Il disco è stato registrato nel 2008 e pubblicato nel 2020 dalla precedente etichetta discografica di Taylor Swift, ovvero la Big Machine Records. Esso è stato diffuso senza l'approvazione dell'artista, che ha anzi criticato la sua vecchia casa discografica, definendo la scelta di pubblicare il disco un atto di «avidità spudorata in tempi di coronavirus».
Probabilmente a causa di una presa di posizione da parte dei fan di Taylor Swift, a seguito delle denunce dell'artista tramite i suoi canali social media sulla sua non approvazione al progetto, il disco ha venduto solo 33 copie negli Stati Uniti d'America nel corso della prima settimana, non riuscendo ad entrare nemmeno in classifica.

## Tracce
1. Love Story – 3:41
2. Fearless – 3:18
3. Beautiful Eyes – 2:56
4. Untouchable – 3:42
5. Teardrops on My Guitar – 3:16
6. Picture to Burn – 2:53
7. Should've Said No – 3:48
8. Change – 4:18